# Акатекский язык
Акатекский язык — один из майяских языков. Распространён главным образом в гватемальском департаменте Уэуэтенанго и на прилегающих территориях мексиканского штата Чьяпас. Число носителей на 1998 год составляло 58 600 человек, 48 500 человек из которых — в Гватемале и 10 100 человек — в Мексике.
Вместе с другими двумя близкородственными майяскими языками, канхобальским и хакальтекским, образует канхобаль-хакальтекскую подгруппу. До 1970-х годов считался диалектом канхобальского языка.
В акатекском языке 5 гласных звуков (10 — если брать во внимание долготу звуков) и 24 согласных (включая гортанную смычку).